# Juncais
Juncais ist ein Ort und eine ehemalige Gemeinde (Freguesia) im portugiesischen Kreis Fornos de Algodres. Die Gemeinde hatte 286 Einwohner (Stand 30. Juni 2011).
Am 29. September 2013 wurden die Gemeinden Juncais, Vila Ruiva und Vila Soeiro do Chão zur neuen Gemeinde União das Freguesias de Juncais, Vila Ruiva e Vila Soeiro do Chão zusammengeschlossen. Juncais ist Sitz dieser neu gebildeten Gemeinde.